# Galium latoramosum
Galium latoramosum är en måreväxtart som beskrevs av Dominique Clos. Galium latoramosum ingår i släktet måror, och familjen måreväxter. Inga underarter finns listade i Catalogue of Life.